# Bice Curiger

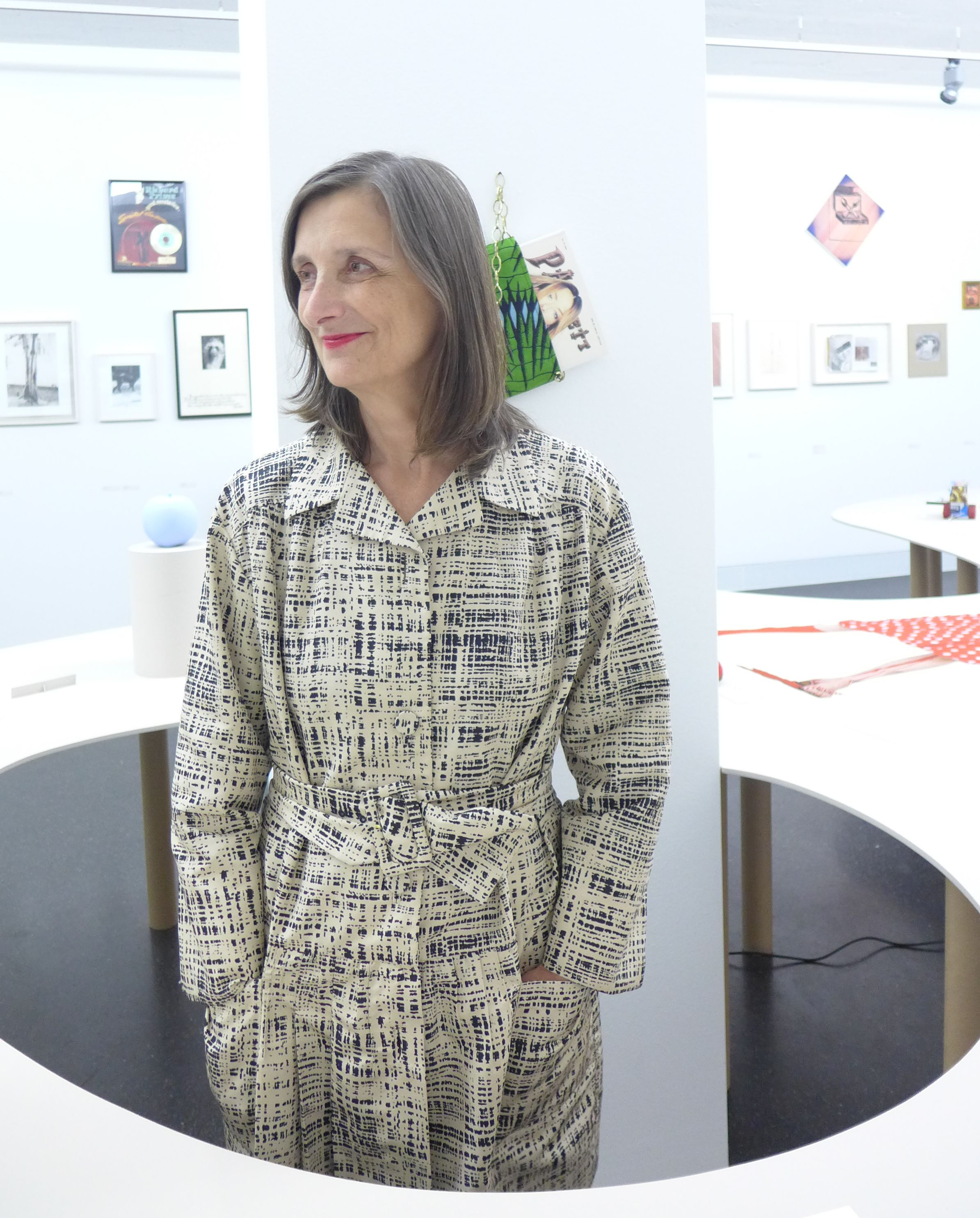
Bice Curiger (2014)

Bice Curiger (Beatrice Gabriella Livia Curiger) (* 18. Juli 1948 in Zürich) ist eine Schweizer Kunstwissenschaftlerin und Kuratorin. 2011 kuratierte sie die Biennale Venedig. Bis April 2025 war sie künstlerische Leiterin der Fondation Vincent van Gogh in Arles.

## Leben
Curiger wuchs als Einzelkind in einem kunstfreundlichen Elternhaus auf. Ihre Mutter ist eine aus dem Tessin stammende kreative Schneiderin, ihr Vater betreibt als Architekt ein Büro für Industriebauten. Sie studierte an der Universität Zürich Kunstgeschichte, in den Nebenfächern Volkskunde und Literaturkritik. Ihre Lizenziatsarbeit thematisierte den Schweizer Maler Albert Welti. In den 1960er Jahren war sie Stammgast im legendären Zürcher Underground-Club Platte 27, in dem auch Dieter Meier, Fredi Murer, Urs Lüthi oder Manon verkehrten. Anfang der 1970er Jahre schrieb sie Kunstkritiken für den Zürcher Tages-Anzeiger. 1980 kuratierte sie im Zürcher Strauhof ihre erste Ausstellung Saus und Braus, die heute als legendär gilt und Bezug nahm auf Popkultur und die Zürcher Jugendunruhen. Erstmals wurde hier mit Wurstserie (1979) eine Arbeit der Künstler Fischli & Weiss gezeigt.
1982 erschien ihre Monografie über die Künstlerin Meret Oppenheim. Sie gründete 1984 mit Walter Keller, Jacqueline Burckhardt, Dieter von Graffenried und Peter Blum die in Zürich und New York erscheinende Kunstzeitschrift Parkett, deren Chefredaktorin sie bis heute ist. Von 1992 bis 2013 war sie feste Kuratorin am Kunsthaus Zürich und seit 2005 gibt sie die Museumszeitschrift Tate etc. der Tate Gallery in London heraus. Auf ihre Initiative hin realisierte Sigmar Polke zwischen 2006 und 2009 Glasfenster für das Grossmünster in Zürich.
Zwischen 1984 und 1994 war sie Mitglied der Eidgenössischen Kunstkommission und von 1999 bis 2004 gehörte sie dem Universitätsrat der Universität Zürich an. 2006/2007 hatte sie die Rudolf-Arnheim-Professur inne an der Humboldt-Universität zu Berlin. 2007 erhielt sie die Heinrich-Wölfflin-Medaille, den Kunstvermittlerpreis der Stadt Zürich, 2009 den "SI Award" des Swiss Institute in New York. 2012 erhielt sie den mit CHF 50'000 dotierten Kulturpreis des Kanton Zürich und den mit CHF 40'000 dotierten Prix Meret Oppenheim. 2013 den Preis des "Centenario" der BSI SA in Lugano. 2013 ernannte sie der französische Staat zum „Chevalier dans l’ordre des Arts et des Lettres“.
Curiger war 2011 die Direktorin der Biennale in Venedig, die unter dem Titel LLUMInazioni / ILLUMInations stattfand. Seit Sommer 2013 ist sie künstlerische Direktorin der Fondation Vincent van Gogh in Arles, einer Institution, die im April 2014 in einem neu umgebauten Gebäude aus dem 15. Jh. eröffnete.

## Kuratierte Ausstellungen

### Kunsthaus Zürich
- Deftig Barock – von Cattelan bis Zurbarán. Manifeste des prekär Vitalen (2012)
- Katharina Fritsch – Retrospektive (2009)
- Peter Fischli/David Weiss – Fragen & Blumen (2007)
- The Expanded Eye – Sehen: entgrenzt und verflüssigt (2006)
- Sigmar Polke – Werke & Tage (2005)
- Georgia O’Keeffe (2003)
- Public Affairs – Das Öffentliche in der Kunst (2002)
- Hypermental – Wahnhafte Wirklichkeit – von Salvador Dalí bis Jeff Koons (2000)
- Martin Kippenberger – Frühe Bilder, Skulpturen und die gesamten Plakate (1998)
- Freie Sicht aufs Mittelmeer (1998)
- Birth of the Cool – Amerikanische Malerei von Georgia O’Keeffe bis Christopher Wool (1997)
- Zeichen und Wunder – Niko Pirosmani und die Gegenwartskunst (1995)
- Endstation Sehnsucht (1994)

### Weitere Museen
- Fondation Vincent van Gogh, Arles: Inauguration. Van Gogh Live! Vincent van Gogh, Thomas Hirschhorn, Elizabeth Peyton, Raphael Hefti, Gary Hume, Bertrand Lavier, Camille Henrot, Bethan Huws, Guillaume Bruère, Fritz Hauser, 2014
- Guggenheim-Museum Bilbao: Barroco Exuberante – de Cattelan a Zurbarán, 2013.
- Hamburger Kunsthalle, Hamburg: Hypermental – Wahnhafte Wirklichkeit – von Salvador Dalí bis Jeff Koons, 2000
- Solomon R. Guggenheim Museum, New York: Meret Oppenheim – Beyond the Teacup, mit Jacqueline Burckhardt, 1995
- Centre Culturel Suisse, Paris: Oh cet Echo!, mit Bernard Marcadé und Hans-Ulrich Obrist, 1992
- Hayward Gallery, London: Doubletake – Collective Memory and Recent Art, mit Lynne Cooke, 1992
- Centre Georges Pompidou, Paris: La revue Parkett, 1987
- Museum Strauhof, Zürich: Saus & Braus, 1980

## Schriften
- "Rebecca Warren – Every Aspect of Bitch Magic." Fuel Publishing. London 2013. (engl.)
- Feuerproben / Acid Tests, Maurizio Cattelan. Three Star Press. Paris, 2008 (dt./engl.)
- Before the Sun Rises. Walter A. Bechtler Stiftung. Kunst für die Öffentlichkeit, jrp Verlag, Zürich 2005.
- Kunst expansiv – zwischen Gegenkultur und Museum. Gesammelte Aufsätze. Lindinger+Schmid, Regensburg 1997.
- Sigmar Polke, Musik ungeklärter Herkunft. Institut für Auslandsbeziehungen, Stuttgart, 1997 (dt./engl./span./russ.)
- Sigmar Polke, Photographien‚ Paris 1971. Verlag Walther König, Köln 1989.
  - Englische Übersetzung in: David Thistlewood und Anne Mac Phee (Hrsg.): Back to Postmodernity. Liverpool University Press and Tate Gallery, Liverpool 1996.
- Looks et tenebrae. Peter Blum Edition, New York 1983 (dt./engl.)
- Meret Oppenheim, Spuren durchstandener Freiheit. ABC Verlag, Zürich 1982. 4. Auflage: Scheidegger und Spiess, Zürich 2002.
  - Englische Übersetzung, MIT Press, Boston 1990
  - Italienische Übersetzung: Edizione Fidia Arte, Como Lugano 1995

## Auszeichnungen
- 2007: Heinrich-Wölfflin-Medaille der Stadt Zürich
- 2009: SI Award des Swiss Institute in New York
- 2012: Kulturpreis des Kantons Zürich
- 2012: Grand prix suisse pour l'art / Prix Meret Oppenheim des Bundesamtes für Kultur
- 2013: Preis des Centenario der BSI SA in Lugano
- 2013: Chevalière de l'ordre des Arts et des Lettres